# Ricardo Rojas (futebolista)
Ricardo Ismael Rojas Mendoza (Posadas, 26 de janeiro de 1971) é um ex-futebolista paraguaio nascido na Argentina.

## Carreira
Foi famoso ao se destacar no Sport Lisboa e Benfica  e pela equipe argentina do River Plate onde se destacou fazendo 3 a 0 no rival Boca Juniors em plena La Bombonera em 2002.
Rojas integrou a Seleção Paraguaia de Futebol na Copa América de 1997.